# Supermarine Type 525
El Supermarine Type 525 fue un prototipo de avión de caza a reacción naval británico de la década de 1950.

## Diseño y desarrollo
El Type 525 fue un desarrollo tardío del Type 508, del cual se habían encargado tres ejemplares a Supermarine en noviembre de 1947 según la Especificación N.9/47 del Ministerio del Aire. Los Type 508 debían ser aviones de desarrollo para un interceptor embarcado, avión de reconocimiento y de ataque nuclear de baja cota que sería construido más tarde por Supermarine según la especificación N.113D, y que se convirtió en el Type 544, que entró en servicio como Scimitar.
El primer Type 508, matrícula VX133, era un avión a reacción de ala recta equipado con una cola en V ("de mariposa"), diseñada para usarse con técnicas de aterrizaje con cubierta de goma; la elección de un fuselaje ancho y aplanado y una cola en V estaba motivada para proporcionar la estabilidad y el espacio libre adecuados para aterrizar sin un tren de aterrizaje normal. Su primer vuelo tuvo lugar el 31 de agosto de 1951. El segundo Type 508 (VX136) era bastante similar al primer avión, pero fue redesignado como Type 529 y voló por primera vez el 29 de agosto de 1952.
El tercer Type 508 (VX138), construido como los demás en el departamento experimental de Hursley Park de Supermarine, fue modificado en la línea de producción para acercarlo a los estándares del Scimitar y fue redesignado como Type 525. Este avión fue llevado por carretera al Establecimiento Experimental de Aeroplanos y Armamento (A&AEE) en Boscombe Down, Wiltshire, el 25 de abril de 1954. Realizó su primer vuelo el 27 de abril de 1954, a manos del piloto de pruebas de Supermarine, M.J. Lithgow.
El Type 525 estaba propulsado por dos turborreactores Rolls-Royce Avon y equipado con un tren de aterrizaje triciclo más alto, ubicado más alejado en las alas que en el Type 508. Tenía superficies de cola y timón convencionales y alas en flecha. Hizo su primera aparición pública en el Salón Aeronáutico de Farnborough de septiembre de 1954.

## Historia operacional

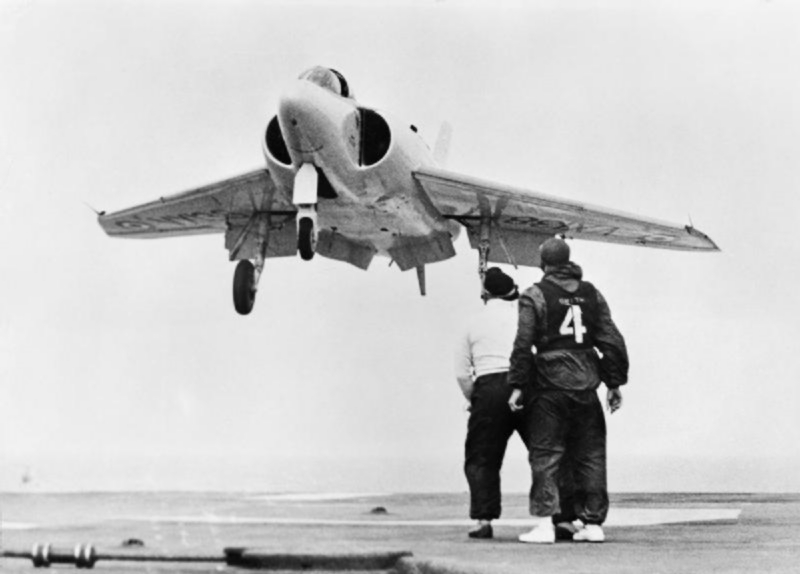
El prototipo del Supermarine 525 (VX138) aterriza a bordo del portaaviones de la Marina Real, 14 de junio de 1955. El avión se estrelló apenas tres semanas más tarde, después de que el piloto no pudiera recuperarse de una barrena plana.

El avión realizó más vuelos de pruebas a finales de 1954, desde su base en el aeródromo de Chilbolton, Hampshire. A principios de 1955 fue trasladado por carretera a la fábrica de Hursley Park para la instalación de un sistema de soplado de flaps, diseñado para reducir la velocidad de aproximación para aterrizaje seguro, una ventaja obvia para las operaciones seguras desde portaaviones. También redujo la velocidad a la que se realizarían los lanzamientos desde catapulta.
El sistema de soplado de flaps ("supercirculación") del Type 525 utilizaba un dispositivo para proyectar un chorro fino de aire a alta presión, extraído de un compresor del motor, a través de una ranura estrecha a lo largo del borde de salida del ala, justo por delante de las bisagras de los flaps. El efecto Coandă hacía que el chorro de aire se desviara hacia los flaps. La sustentación mejorada dio como resultado una reducción de 18 mph en la velocidad de aproximación: muy útil para aeronaves basadas en portaaviones.
Después de regresar a Chilbolton por carretera, el avión fue trasladado al A&AEE el 5 de julio de 1955 para realizar más pruebas. El avión fue probado en maniobras a baja velocidad el 5 de julio. Estando a 3000 m (10 000 pies), y al no poder recuperarse de una barrena plana a los 20 minutos después del despegue, el avión cayó desde 910 m (3000 pies) dos millas al sur-sureste de Boscombe Down. Resultó destruido por un incendio y el piloto, el teniente comandante T.A. Rickell, que se había eyectado justo antes del impacto, murió a causa de las heridas sufridas.
El primer prototipo del Type 544 Scimitar incorporó la experiencia del Type 525 y voló por primera vez el 19 de enero de 1956.

## Operadores
Reino Unido
- Supermarine (Vickers-Armstrong)
- Establecimiento Experimental de Aviones y Armamento

## Especificaciones
Referencia datos: The British Fighter since 1912

### Características generales
- Tripulación: Uno (piloto)
- Longitud: 16,8 m (55 ft)
- Envergadura: 11,7 m (38,5 ft)
- Peso cargado: 9031 kg (19 904,3 lb) [9]
- Peso máximo al despegue: 12 777 kg (28 160,5 lb) [9]
- Planta motriz: 2× turborreactor Rolls-Royce Avon R.A.3.
  - Empuje normal: 29 kN (2957 kgf; 6519 lbf) de empuje cada uno.

### Rendimiento
- Velocidad máxima operativa (Vno): 1041 km/h (647 MPH; 562 kt) a 9140 m (30 000 pies),[9] Mach 0,954
- Techo de vuelo: 13 000 m (42 651 ft)

## Aeronaves relacionadas

### Secuencias de designación
- Secuencia Numérica (interna de Supermarine): ← 522 - 523 - 524 - 525 - 526 - 527 - 528 - 529 →